# XXXII Brygada Piechoty (II RP)

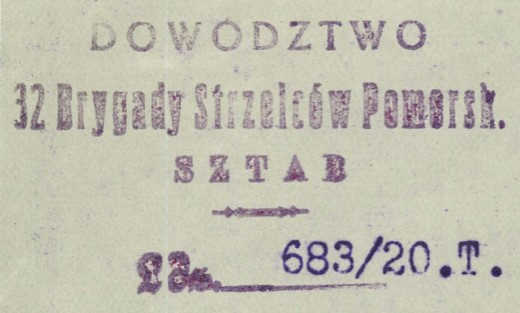
Pieczęć podłużna dowództwa brygady odciśnięta 15 listopada 1920

XXXII Brygada Piechoty (XXXII BP) – brygada piechoty Wojska Polskiego II RP.
XXXII Brygada Piechoty sformowana została w 1920 r., w składzie 16 Pomorskiej Dywizji Piechoty. Walczyła w wojnie z bolszewikami. W 1921 r. jej dowództwo przeformowane zostało w dowództwo piechoty dywizyjnej 16 Dywizji Piechoty, a oba pułki podporządkowane zostały bezpośrednio dowódcy 16 DP.

## Dowódcy
- ppłk Franciszek Korewo p.o. (1920)[1]
- płk Eugeniusz Stecz (29 V - 10 VIII 1920[2])
- płk Jan Stanisław Słupski (1 V - 20 IX 1920[3])
- płk piech. Karol Krauss (21 VII 1920[4] - 1 IX 1921 → dowódca piechoty dywizyjnej 16 DP)

## Skład
- dowództwo XXXII Brygady Piechoty
- 65 Starogardzki pułk piechoty
- 66 Kaszubski pułk piechoty